# Арсений IV Йованович
Арсений IV Йованович Шакабента (на сръбски: Арсеније IV Јовановић Шакабента) е печки патриарх и първи предстоятел само на Карловачката митрополия в Сремски Карловци. 

## Биография
Роден през 1698 г. в района на рашката област, т.е. рашка епархия, където е ръкоположен за дякон и презвитер, след което става рашки митрополит и същевременно доверен заместник на печкия патриарх Мойсей Райович. Пребивава в манастира Раваница, от където се прехвърля през Дунава във Фрушка гора. В манастира Връдник, на австрийска земя по това време, събира помощи за Печката патриаршия. 
Патриархийският съвет през 1725 г., след смъртта на Моисей, го избира за патриарх – по волята на последния за наследник на трона. 
Арсений IV следва политиката на предшественика си и съименник Арсений III – за освобождение на народа си от османска власт, особено в контекста на времето на т.нар. Хабсбургска Сърбия. 
По време на последвалата австро-турска война (1737 – 1739), патриарх Арсений влиза в контакт с местните и отвъдунавските (в Бачка по военната граница) водачи на антиосманския бунт. След изтеглянето на османците от Нови Пазар, откъдето са прогонени от Атанасий Рашкович през юли 1737 г., в акт на мъст има предложение Арсений да бъде обесен, но той се спасява с бягство през Ругова към земите на Васоевичите, откъдето се прехвърля на австрийска територия. 
След сключването на белградския мир, патриарх Арсений е такъв в изгнание и няма как да се завърне в Печ, а патриаршията установява временната си катедра в Срем. С преместването и установяването си на австрийска територия, патриарх Арсений прекъсва духовните и финансови връзки с метрополията, останала на османска територия. През 1737 г. умира в Карловац местния митрополит Викентий Йованович, и след австрийската загуба на Белград, императрица Мария Тереза със свой акт от 1 октомври 1741 г. потвърждава на Арсений не само в патриаршеското достойнство, но и неговото предстоятелство върху цялото православно и сръбско духовенството на територията на Свещената Римска империя. 
По искане на патриарх Арсений, Мария Терезия (през унгарската придворна канцелария) на 18 май 1743 г. потвърждава и старите привилегии дадени от Виена на неговите предшественици – спрямо православния и сръбски народ на австрийска територия. 
На 1 декември 1746 г. обаче Мария Тереза съобщава на патриарх Арсений, че без императорско разрешение и присъствие на изричен императорски пратеник – комисар, не може да свиква на австрийска територия църковно-народен събор. 
Патриарх Арсений е известен още и с това, че по време на неговото предстоятелство в Сремски Карловци е издигната нова сграда на патриаршията в изгнание, както и църква посветена на Свети Трифон. 
По време на предстоятелството му на Карловачката метрополия, на османска територия в Печ е избран за печки патриарх гъркът Йоаникий III. Въпреки това, патриарх Арсений продължава да поддържа връзки с църкви и манастири останали на османска територия. 
Патриарх Арсений IV Йованович Шакабента умира на 7 януари 1748 г. в Сремски Карловац и е погребан в манастира Крушедол. 
В българската историография този печки патриарх е известен най-вече със спомоществователството за разпространението на книгата „Стематография“, която според историкът на сръбската литература Йован Скерлич е „първата сръбска книга печатана в Австрия“.  В патриаршеския титул на Шакабента има също така и добавката „и на българите“. 